# Fenegrò
Fenegrò – miejscowość i gmina we Włoszech, w regionie Lombardia, w prowincji Como.
Według danych na rok 2004 gminę zamieszkiwały 2553 osoby, 510,6 os./km².